# Australie-Géorgie en rugby à XV
Cet article présente l'historique des confrontations entre l'équipe d'Australie et l'équipe de Géorgie en rugby à XV.

## Les confrontations
Voici la liste des confrontations entre ces deux équipes :
| No | Date             | Lieu                                                 | Match               | Score   | Compétition              |
| -- | ---------------- | ---------------------------------------------------- | ------------------- | ------- | ------------------------ |
| 1  | 11 octobre 2019  | Stade Ecopa de Shizuoka, Fukuroi — Japon             | Australie – Géorgie | 27 – 8  | Coupe du monde (poule D) |
| 2  | 9 septembre 2023 | Stade de France, Saint-Denis — France                | Australie – Géorgie | 35 – 15 | Coupe du monde (poule C) |
| 3  | 20 juillet 2024  | Sydney Football Stadium, Moore Park (en) — Australie | Australie – Géorgie | 40 – 29 | Test match               |